# Brand eins
Brand eins (Eigenschreibweise: brand eins) ist eine monatlich erscheinende deutsche Wirtschaftszeitschrift. Die verkaufte Auflage beträgt 52.811 Exemplare, ein Minus von 36,5 Prozent seit 2001.

## Profil
Brand eins porträtiert Unternehmen und deren Persönlichkeiten. Das Magazin beschäftigt sich auch mit wirtschafts- und gesellschaftspolitischen Themen sowie Berichten, Reportagen und Interviews aus der Praxis. Jedes Heft hat einen thematischen Schwerpunkt wie Kapital, Arbeit, Geld, Qualität, aber auch Themen wie Liebe und Kunst. Zu den Schwerpunktthemen schreibt der Redakteur und Autor Wolf Lotter Essays. Die Zeitschrift wird zu den Medien gezählt, die einen konstruktiven Journalismus betreiben.
Bei einer Umfrage, die 2007 im Vorfeld der LeadAwards unter „3150 Top-Entscheidern aus Medien, Werbung und Industrie“ durchgeführt wurde, kam Brand eins bei der Frage nach den „Ihrer Meinung nach derzeit wichtigsten und bestgemachten deutschen Zeitschriften“ auf den zweiten Platz – nach dem Spiegel und vor dem SZ-Magazin.
Laut iq digital wird als Zielgruppe überdurchschnittlich gebildete und erfolgreiche Menschen ausgemacht, deren Leser überwiegend ein hohes Haushaltsnettoeinkommen haben und einer urbanen, kosmopolitischen Generation angehören.

## Geschichte
Brand eins wurde 1999 von einem Team um die ehemalige stellvertretende Chefredakteurin des manager magazins, Gabriele Fischer, gegründet, das aus der Redaktion des 1998 begonnenen Wirtschaftsmagazins Econy hervorging. Der Name „brand eins“ leitet sich aus einem Wortspiel ab. Der Redaktionssitz in Hamburg befand sich ursprünglich in der Brandstwiete 1, zudem bedeutet der englische Begriff brand in der Wirtschaftssprache „Marke“.
Die 50. Ausgabe (07/2004) erschien unter dem Namen brand fünfzig, die 100. Ausgabe (01/2009) als brand hundert; Heft 08/2008 (Thema Wirtschaft braucht Leidenschaft) trug den Titel brand eins Liebe.
Im Jahr 2018 wurde die brandeins-Stiftung im Stifterverband für die Deutsche Wissenschaft e. V. gegründet. Ziel war die Vergabe von Studiendarlehen im Gesamtwert von jeweils 12.000,- €. Die Website der Stiftung war zuletzt 2020 erreichbar.

## Erscheinungsweise
Die Zeitschrift erschien seit August 2005 monatlich, zuvor waren es zehn Ausgaben im Jahr. Auf der Homepage befindet sich ein Online-Archiv der erschienenen Texte. 2004 wurde der Zugang auf Abonnenten und zahlende Leser eingeschränkt, dies wurde nach einigen Monaten wieder rückgängig gemacht. Seit Ende Mai 2010 kann brand eins auch auf dem iPad gelesen werden. Vom Jahr 2018 bis Ende 2020 war brand eins in den Online-Auftritt Zeit Online eingebunden und wurde gemeinsam vermarktet. 2024 wurde die Erscheinungsweise von zwölf Ausgaben wieder auf zehn Ausgaben reduziert.

## Verlag
Brand eins wird von der brand eins Medien AG herausgegeben, die bei Gründung 1999 die Rechtsform einer GmbH hatte. Während einer finanziellen Krise 2001 beteiligten sich weitere Gesellschafter. Im Oktober 2016 ist von insgesamt 14 Gesellschaftern die CTP Shipping GmbH mit 35,36 Prozent die größte Anteilseignerin, weitere 11 Prozent hält das Management (Gabriele Fischer), der Rest ist Streubesitz.

## Brand eins Wissen und Brand eins Neuland
Von Mai 2002 bis März 2007 wurde durch die Tochtergesellschaft brand eins Wissen im Auftrag der Unternehmensberatung McKinsey das Magazin McK Wissen produziert. Jede der 20 Ausgaben widmete sich einem Schwerpunktthema (Cluster, Risiko, Branding, Restart, Operations, Mobilität, Strategie, Menschen, IT, China, Werte, Energie, Public Sector, Bildung, Innovation, Logistik, 2015, Pricing, Krankenhaus, Qualität).
Stattdessen produziert die Redaktion seit Oktober 2007 das Regionalmagazin brand eins Neuland, dessen erste Ausgabe sich der Südpfalz widmete. Im Folgejahr erschienen Hefte zu den Regionen Ostwestfalen-Lippe, Niederbayern, und Niederrhein. Im August 2009 erschien eine Ausgabe über Dresden, im April 2013 eine Ausgabe über Bremen.

## Magazin „weil.“
Seit Oktober 2023 produziert der Verlag das zweimonatlich erscheinende Wirtschaftsmagazin für Kinder weil. in Zusammenarbeit mit Carlsen. Das Magazin richtet sich an Kinder ab neun Jahren. Zunächst war das Magazin nur im Abonnement und in Kooperation mit Schulen oder Unternehmen erhältlich, seit August 2024 ist es auch im Bahnhofsbuchhandel zu kaufen. Die Auflage liegt bei 12.500. Das Magazin enthält keine Werbung.